# 36th (Herefordshire) Regiment of Foot

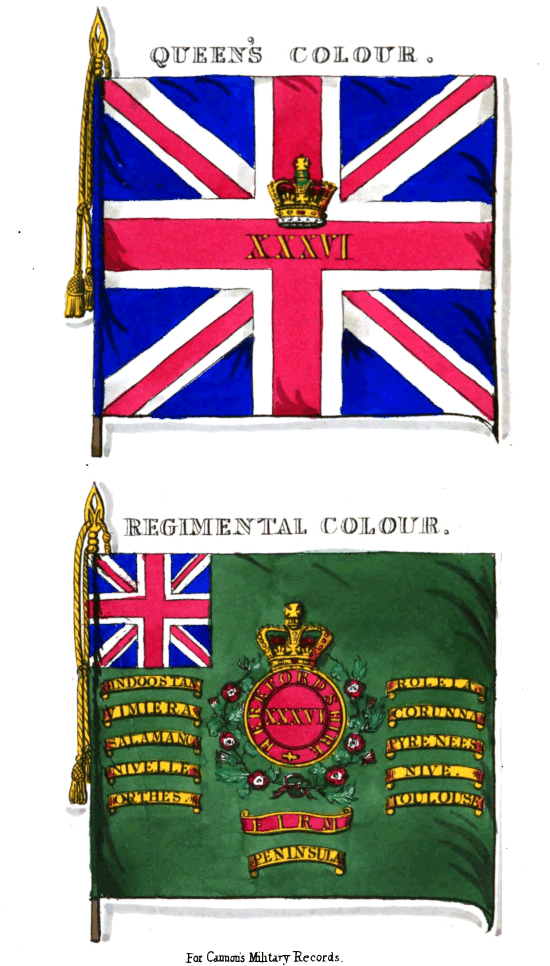
Regimentsfahnen des 36th (Herefordshire) Regiment of Foot, 1853

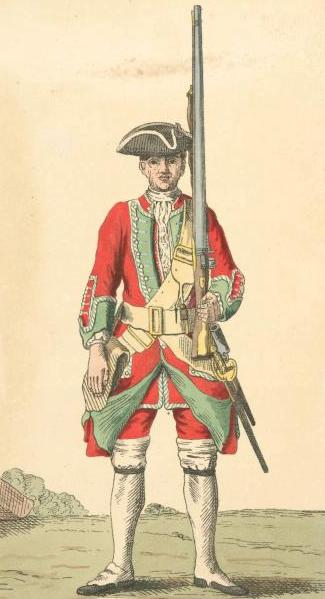
Soldat des 36th Regiment of Foot, 1742

Das 36th (Herefordshire) Regiment of Foot waren ein Infanterieregiment der britischen Armee, das von 1701 bis 1881 bestand.

## Geschichte
Im Vorfeld des Spanischen Erbfolgekriegs wurde das Regiment am 10. Mai 1701 in Irland gegründet und wurde nach seinem Gründer und ersten Colonel, William Caulfeild, 2. Viscount Charlemont, zunächst Viscount Charlemont’s Regiment of Foot genannt. Das Regiment wurde entsprechend in der Folgezeit nach seinem jeweiligen Colonel benannt (1706–1709 Alnutt’s Regiment of Foot, 1709–1710 Earl of Ilay’s Regiment of Foot etc.), bis es am 1. Juli 1751 nach seinem protokollarischen Rang als 36th Regiment of Foot nummeriert wurde. Am 1. August 1782 wurde der Regimentsname zu 36th (Herefordshire) Regiment of Foot erweitert. Das Regiment trug scharlachrote Uniformen mit gänseblümchen-grünen Aufschlägen.
Am 1. Juli 1881 wurde das Regiment mit dem 29th (Worcestershire) Regiment of Foot zum Worcestershire Regiment verschmolzen. Dieses wurde 1970 mit den Sherwood Foresters (Nottinghamshire and Derbyshire Regiment) zum Worcestershire and Sherwood Foresters Regiment (29th/45th Foot) und dieses 2007 mit dem Cheshire Regiment und dem Staffordshire Regiment zum Mercian Regiment verschmolzen. Das Mercian Regiment führt die Tradition des 36th Regiment of Foot bis heute weiter.

## Regimental Colonels
Colonel of the Regiment waren:
- 1701–1706: Major-General William Caulfeild, 2. Viscount Charlemont
- 1706–1709: Colonel Thomas Alnutt
- 1709–1710: Colonel Archibald Campbell, 1. Earl of Islay
- 1710–1715: Colonel Henry Disney
- 1715–1719: Colonel Hon. William Egerton
- 1719–1720: Brigadier-General Sir Charles Hotham, 4. Baronet
- 1720–1721: Brigadier-General John Pocock
- 1721–1732: Colonel Charles Lenoe
- 1732–1737: Major-General John Moyle
- 1737–1741: Lieutenant-General Humphrey Bland
- 1741–1751: Major-General James Fleming
- 1751–1765: General Lord Robert Manners
- 1765–1778: Lieutenant-General Sir Richard Pierson
- 1778–1818: General Hon. Henry St John
- 1818–1829: General Sir George Don
- 1829–1851: General Sir Roger Sheaffe, 1. Baronet
- 1851–1854: Lieutenant-General Lord Frederick FitzClarence
- 1854–1868: General William Henry Scott
- 1868–1868: Major-General Edward Basil Brooke
- 1868–1876: General Sir Arthur Augustus Thurlow Cunynghame
- 1876–1881: General Sir Charles William Dunbar Staveley

## Battle Honours
Dem Regiment wurden folgende Battle Honours verliehen (englische Originalbezeichnungen):
- Hindoostan
- Rolica
- Vimiera
- Corunna
- Salamanca
- Pyrenees
- Nivelle
- Nive
- Orthes
- Toulouse
- Peninsula